# Мэтту
Мэтту (амх. መቱ) — город на юго-западе Эфиопии, в регионе Оромия.

## Географическое положение
Расположен на берегу реки Сор, в 24 км к северу от города Горе, на высоте 1604 м над уровнем моря. Вблизи города на реке Сор имеются живописные водопады.

## История
Мэтту был административным центром провинции Иллубабор с 1978 года до реформы административного деления в 1995 году.

## Население
По данным Центрального статистического агентства, на 2007 год население Мэтту составляет 28 782 человека (14 400 мужчин и 14 382 женщины). 47,55 % населения — последователи эфиопской православной церкви; 26 % — мусульмане и 26 % — протестанты.